# Nevado Charquini
El Nevado Charquini es una montaña andina de 5392 metros de altitud, ubicada en la Cordillera Real de Bolivia. Administrativamente se encuentra en el municipio de La Paz de la provincia de Murillo en el departamento de La Paz. Está ubicado próximo al Huayna Potosí y presenta rutas sencillas para escalada.

## Deportes
Es ideal para la práctica de senderismo en la zona de la base. 
También un buen entrenamiento y preparación en el proceso de aclimatación cuando se encara el ascenso de cualquiera de las montañas de la cordillera real, las cuales tienen en promedio 6000m.
En la actualidad, La Federación Boliviana de Esquí y Andinismo está realizando gestiones para la habilitación de una pista de esquí a fin de reemplazar la que estaba ubicada en el Glaciar Chacaltaya y que supo ser la pista más alta del mundo hasta mayo de 2009, fecha en la cual debido al calentamiento global el mismo terminó por desaparecer.

## Enlaces
- Datos: Q10990557